# خطة العمل المشتركة للطاقة النووية بين الولايات المتحدة واليابان

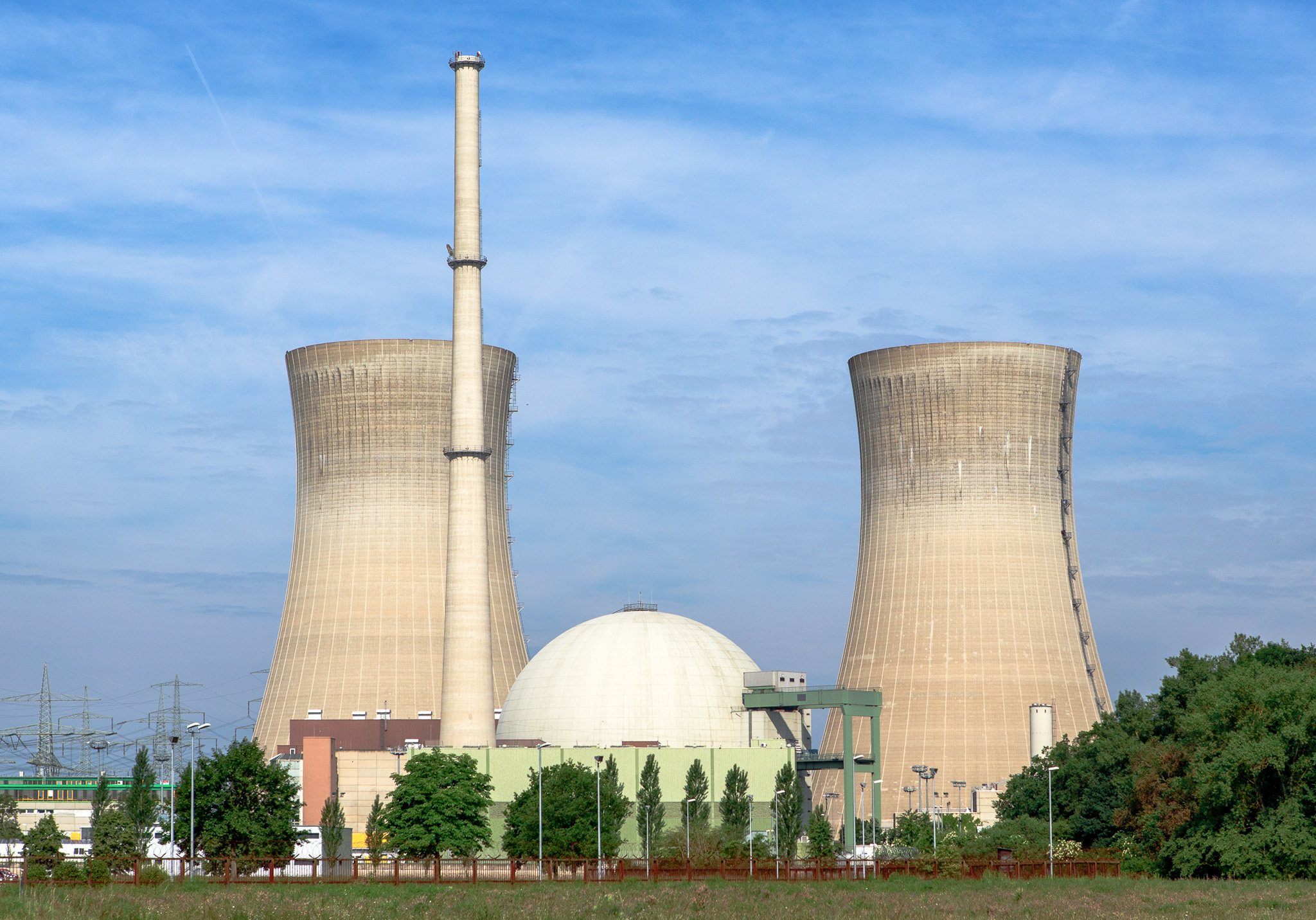
محطة طاقة نووية.

خطة العمل المشتركة للطاقة النووية بين الولايات المتحدة واليابان تعد خطة العمل المشتركة بين الولايات المتحدة واليابان للطاقة النووية بمثابة اتفاق ثنائي يهدف إلى وضع إطار للبحث والتطوير المشترك لتقنية الطاقة النووية.

## الإتفاقية
تم توقيع الاتفاقية في 18 أبريل 2007 كما يوجد لدى اليابان اتفاقيات مع أستراليا وكندا والصين وفرنسا والمملكة المتحدة وتناقش اتفاقيات مع دول أخرى.

## الخطة
بموجب الخطة ستقوم كل من الولايات المتحدة واليابان بإجراء أبحاث حول تقنية:
- المفاعلات السريعة
- دورة الوقود النووي
- المحاكاة والنمذجة المتقدمة للكمبيوتر والمفاعلات الصغيرة والمتوسطة
- الضمانات والحماية المادية
- إدارة النفايات النووية.

يتم تنسيق العمل من قبل لجنة توجيهية مشتركة وكان من المقرر تقديم تقرير أولي عن العمل في أبريل 2008 الا انه تم التأجيل.